# SRTライトレッドライン
SRTライトレッドライン（タイ語: รถไฟฟ้าชานเมืองสายสีแดงอ่อน、英語: SRT Light Red Line）は、タイ王国首都バンコクの中心部と、その西部にあるタリンチャン区を結ぶ鉄道路線である。2021年11月29日、ダークレッドラインと同時に正式開業した。
正式な路線名はナコーンウィティー線（สายนครวิถี）。

## 概要
旧態化著しいバンコク首都圏の鉄道網を近代的に更新する計画『都市鉄道マスタープラン』(英語: Mass Rapid Transit Master Plan in Bangkok)に基づき、当線とダークレッドラインと合わせ通称レッドラインを構成する。
高架鉄道であるレッドライン整備計画は2006年11月7日に内閣承認を受けた。翌2007年5月22日には予算も承認され、2008年末に工事契約が締結された。用地確保の遅れこそあったが2010年にはダークレッドラインに先んじて着工にこぎつけ、2012年9月には試運転も開始。このように、バーンスー - タリンチャン 間については2013年の時点で軌道工事を含めほぼ完成していたことが衛星写真からも窺える。しかし、バーンスー駅構内の改良工事が棚上げになっていた影響もあり、バーンスー側の線路が接続されないままの状態が続いた。
2012年末からは高架化された新線において気動車によるタリンチャン - バーンソーン無料供与の試験運行も実施されており、週末運行は2013年9月まで、平日運行は2014年1月まで続けられた。しかしバーンスー駅改良が進展せず、高架新線は完全に凍結状態となった。
入札不調が続いていたバーンスー駅改良およびダークレッドライン整備事業が再び動き出し、一体整備事業として当路線に関わる予算、とくに車両新製予算も承認されたことにより、高架新線は電化路線ライトレッドラインとして再出発することになった。2016年には国際入札により施工業者も決定し、また同年7月にはバーンスー以東、フアマークに至る延伸区間の建設も承認された。ただし、後にタイ首都圏高速鉄道計画（英語版）が打ち出され、経路が重複することから東方面延長計画は修正されることとなり、2022年実施予定の入札にて施工業者が決定する予定となっている。
電化路線として完成したバーンスー - タリンチャン 間については、2021年8月より無料供与期間が設定され、同年11月29日をもって正式開業となった。
2022年 9月、国王ラーマ10世の命名による正式名称が報じられた。

## 計画

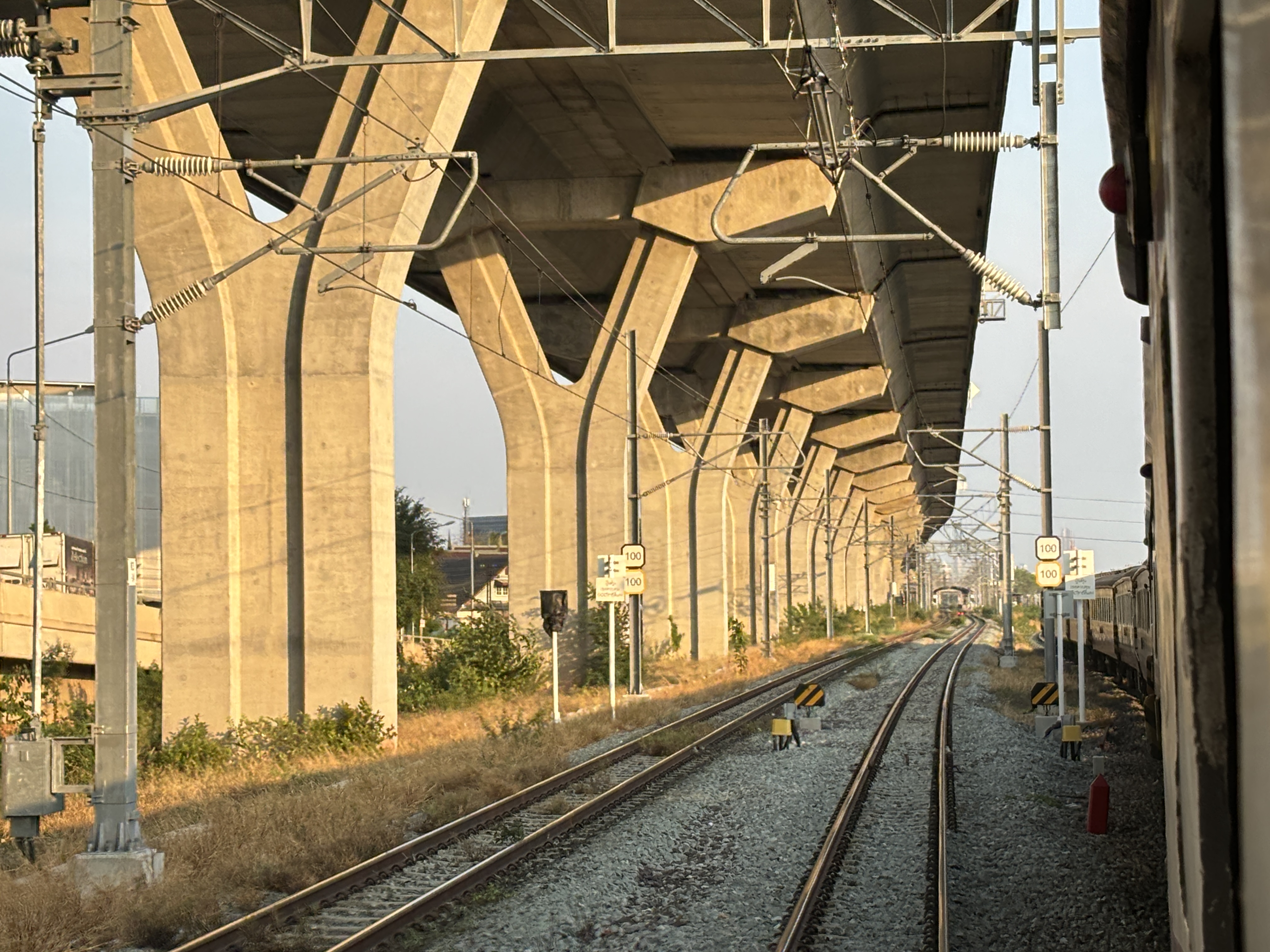
タリンチャン以西既存電化終了した区間（2024年）

南本線タリンチャン - サラヤー間をライトレッドライン延伸区間として整備することが決定している。
また、南本線タリンチャン - トンブリー間の盲腸線区間をライトレッドライン支線として整備する計画が2019年3月に承認されており、こちらも2022年に入札が実施される予定となっている。環境評価報告書に記載された計画案によれば、支線は既存の南本線と同様の経路をなぞるが全線複線に拡張される。基本的には従来同様の地上線だが、現・ジャランサニットウォン停車場は駅へ昇格と同時に高架化。これによりジャランサニットウォン通りとの平面交差が解消される。終点として（旧）トンブリー駅の前身であるバンコク・ノーイ駅跡にシリラート駅を新設し、現在の（新）トンブリー駅は廃止となる。

## 車両
日立製新型電車2000系(4両編成)計40両を発注しており、2019年9月25日にはダークレッドライン向け1000系(6両編成)とともに第一ロットの1編成が笠戸事業所より発送された。同年10月12日に陸揚げされた。

## 路線

### 駅一覧
- 同一の駅名であっても、南本線の既存駅と当線新駅がやや離れている場合がある。

| 工区                 | 駅番号      | 駅名                           | 英語駅名                   | タイ語駅名   | 長距離列車 | 備 考 | 所在地           | 所在地                 |
| -------------------- | ----------- | ------------------------------ | -------------------------- | ------------ | ---------- | --- | ---------------- | ---------------------- |
|                      |             |                                |                            |              |            | |                  |                        |
| 本線                 |             |                                |                            |              |            | |                  |                        |
| 4 (承認)             | RE06        | フアマーク駅                   | Hua Mak                    | หัวหมาก       |            | ■エアポート・レール・リンク(A4) ■イエローライン(YL11) ■タイ国鉄(東本線)                                                        | バンコク都       | スワンルワン区         |
| 4 (承認)             | RE05        | ラムカムヘン駅                 | Ramkhamhaeng               | รามคำแหง     |            | 現・東本線スクンビット71停車場                                                                                                 | バンコク都       | スワンルワン区         |
| 4 (承認)             |             |                                | Sun Wichai                 | ศูนย์วิจัย       |            | 現・東本線クロンタン駅 計画修正により中止の可能性あり                                                                          | バンコク都       | フワイクワーン区       |
| 4 (承認)             | RE04        | マッカサン駅                   | Makkasan                   | มักกะสัน       |            | ■ブルーライン ペッチャブリー駅(BL21) 現・東本線アソーク停車場                                                                  | バンコク都       | ラーチャテーウィー区   |
| 4 (承認)             | RE03        | パヤータイ駅                   | Phaya Thai                 | พญาไท        |            | ■エアポート・レール・リンク(A8) ■スクムウィット線(N2) ■タイ国鉄(東本線)                                                        | バンコク都       | ラーチャテーウィー区   |
| 4 (承認)             | RE02        | ラチャウィティ駅               | Ratchawithi                | ราชวิถี        |            | | バンコク都       | ドゥシット区           |
| 4 (承認)             |             | サムセン駅                     | Sam Sen                    | สามเสน       |            | 計画修正により中止の可能性あり                                                                                                 | バンコク都       | パヤータイ区           |
| 4 (承認)             |             | プラデパット駅                 | Pradiphat                  | ประดิพัทธ์      |            | 計画修正により中止の可能性あり                                                                                                 | バンコク都       | パヤータイ区           |
| 1 営業中             | RE01 / RW01 | クルンテープ・アピワット中央駅 | Krung Thep Aphiwat Central | กรุงเทพอภิวัฒน์  | ●          | ■タイ国鉄（北本線・南本線） ■ダークレッドライン(RN01) ■エアポート・レール・リンク（延伸計画） ■ブルーライン バーンスー駅(BL11) | バンコク都       | チャトゥチャック区     |
| 1 営業中             | RW02        | バーンソーン駅                 | Bang Son                   | บางซ่อน       | ｜         | ■パープルライン(PP15) | バンコク都       | バーンスー区           |
| 1 営業中             | RW03-EX     |                                | Phra Ram 6                 | พระราม 6     | ｜         | 計画 | バンコク都       |                        |
| 1 営業中             | RW04-EX     |                                | Bang Kruai-EGAT            | บางกรวย-กฟผ. | ｜         | 計画 | ノンタブリー県   | バーンクルワイ郡       |
| 1 営業中             | RW05        | バンバムル駅                   | Bang Bamru                 | บางบำหรุ      | ｜         | | バンコク都       | バーンプラット区       |
| 1 営業中             | RW06        | タリンチャン駅                 | Taling Chan                | ตลิ่งชัน        | ●          | ■ライトレッドライン支線 ■タイ国鉄（南本線トンブリー方面） ■シーロム線(S18)（計画）                                             | バンコク都       | タリンチャン区         |
| 2 (承認)             | RW07        | バムチムピー駅                 | Ban Chimphli               | บ้านฉิมพลี      | ｜         | 入札準備中 | バンコク都       | タリンチャン区         |
| 2 (承認)             | RW08        | カンチャナピセーク駅           | Kanchanaphisek             | กาญจนาภิเษก   | ｜         | 入札準備中 | バンコク都       | タウィーワッタナー区   |
| 2 (承認)             | RW09        | サラタマソップ駅               | Sala Thammasop             | ศาลาธรรมสพน์  | ｜         | 入札準備中 | バンコク都       | タウィーワッタナー区   |
| 2 (承認)             | RW10        | サラヤー駅                     | Salaya                     | ศาลายา       | ●          | 入札準備中 | ナコーンパトム県 | プッタモントン郡       |
| 5 (計画)             | RW11        | クローンマハーサワット駅       | Klong Mahasawad            | คลองมหาสวัสดิ์  | ｜         | 計画 (M-MAP - Phase II) | ナコーンパトム県 | プッタモントン郡       |
| 5 (計画)             | RW12        | ワットニウライ駅               | Wat Ngiw Rai               | วัดงิ้วราย      | ｜         | 計画 (M-MAP - Phase II) | ナコーンパトム県 | ナコーンチャイシー郡   |
| 5 (計画)             | RW13        | ナコーンチャイシー駅           | Nakhon Chaisri             | นครชัยศรี      | ｜         | 計画 (M-MAP - Phase II) | ナコーンパトム県 | ナコーンチャイシー郡   |
| 5 (計画)             | RW14        | ターチャレップ駅               | Tha Chalaeb                | ท่าแฉลบ       | ｜         | 計画 (M-MAP - Phase II) | ナコーンパトム県 | ナコーンチャイシー郡   |
| 5 (計画)             | RW15        | トンサムロン駅                 | Ton Samrong                | ต้นสำโรง      | ｜         | 計画 (M-MAP - Phase II) | ナコーンパトム県 | ムアンナコーンパトム郡 |
| 5 (計画)             | RW16        | ナコーンパトム駅               | Nakhon Pathom              | นครปฐม       | ●          | 計画 (M-MAP - Phase II) | ナコーンパトム県 | ムアンナコーンパトム郡 |
|                      |             |                                |                            |              |            | |                  |                        |
| 支線 （全長 5.7 km） |             |                                |                            |              |            | |                  |                        |
| 3 (承認)             | RW06        | タリンチャン駅                 | 前述                       | 前述         | 前述       | 前述 | バンコク都       | タリンチャン区         |
| 3 (承認)             |             | タラートナームタリンチャン駅   | Talat Nam Taling Chan      | ตลาดน้ำตลิ่งชัน  |            | | バンコク都       | タリンチャン区         |
| 3 (承認)             |             | ジャランサニットウォン駅       | Charan Sanitwongse         | จรัญสนิทวงษ์    |            | ■ブルーライン バーンクンノン駅(BL04) ■オレンジライン(OR1)（計画）                                                              | バンコク都       | バーンコークノーイ区   |
| 3 (承認)             |             | シリラート駅                   | Siriraj                    | ศิริราช        |            | ■オレンジライン(OR2)（計画） 旧・トンブリー駅とほぼ同一地点                                                                    | バンコク都       | バーンコークノーイ区   |
|                      |             |                                |                            |              |            | |                  |                        |

## 運賃
ダークレッドラインと共通の運賃体系であり、開業時における大人料金は12～42 バーツとなっている。
詳細はSRTダークレッドライン#運賃を参照。